# Lêda Borges
Lêda Borges de Moura (Conquista, 2 de novembro de 1961) é uma política brasileira, atual Deputada Federal por Goiás, ex-deputada estadual e ex-prefeita de Valparaíso de Goiás.
Exerceu também as funções de presidente da Agência Goiana de Desenvolvimento Regional e de Secretária de Estado da Mulher, Desenvolvimento Social, Igualdade Racial, Direitos Humanos e do Trabalho de Goiás. É casada, mãe de três filhos e avó de quatro netas.

## Biografia[1]
Nascida em Conquista-MG, em 02 de novembro de 1961, Lêda Borges é filha de Bráulio Queiroga de Moura e Dalva Vieira Borges de Moura. É casada com Francisco de Carvalho Martins. 
Licenciada em Letras e pós-graduada em Linguística Aplicada, formou-se também em Direito e se aposentou como Servidora Pública Federal do TJDFT.
Lêda Borges foi a primeira Secretária de Educação de Valparaíso de Goiás, em 1997 e foi eleita Vereadora do Município para a legislatura 2001/2004;
Foi Secretária Municipal de Obras, em 2003, e se tornou a primeira mulher eleita Prefeita de Valparaíso de Goiás, em 2008, para o mandato 2009/2012, também a primeira mulher a presidir a Agência Goiana de Desenvolvimento Regional entre 2013 e 2014.
Eleita Deputada Estadual com 32.217 votos para a legislatura 2015/2019 e reeleita em 2018 com 35.040 votos para cumprir mandato de 1º de fevereiro de 2019 à 31 de janeiro de 2023.
Ganhou notoriedade em todo o Estado de Goiás pelo trabalho altamente reconhecido que fez na última gestão do ex-governador Marconi Perillo como Secretária de Estado da Mulher, Desenvolvimento Social, da Igualdade Racial, dos Direitos Humanos e do Trabalho.